# European Touring Car Championship 2004
FIA European Touring Car Championship 2004 kördes över 20 deltävlingar uppdelade på tio helger. Det var seriens sista säsong. Andy Priaulx blev mästare med BMW. Efter säsongen ombildades serien till World Touring Car Championship.

## Kalender
| Bana                          | Segrare Race 1    | Märke      | Segrare Race 2      | Märke      |
| ----------------------------- | ----------------- | ---------- | ------------------- | ---------- |
| Autodromo Nazionale Monza     | Gabriele Tarquini | Alfa Romeo | Jörg Müller         | BMW        |
| Circuito Ricardo Tormo        | Gabriele Tarquini | Alfa Romeo | Fabrizio Giovanardi | Alfa Romeo |
| Circuit de Nevers Magny-Cours | Dirk Müller       | BMW        | Andy Priaulx        | BMW        |
| Hockenheimring                | Andy Priaulx      | BMW        | Jörg Müller         | BMW        |
| Brno Circuit                  | Andy Priaulx      | BMW        | Dirk Müller         | BMW        |
| Donington Park                | James Thompson    | Alfa Romeo | Andy Priaulx        | BMW        |
| Circuit de Spa-Francorchamps  | Dirk Müller       | BMW        | Jörg Müller         | BMW        |
| Autodromo Enzo e Dino Ferrari | Gabriele Tarquini | Alfa Romeo | Gabriele Tarquini   | Alfa Romeo |
| Motorsport Arena Oschersleben | Andy Priaulx      | BMW        | Rickard Rydell      | SEAT       |
| Dubai Autodrome               | Gabriele Tarquini | Alfa Romeo | Gabriele Tarquini   | Alfa Romeo |

## Slutställning
| Plats | Förare              | Märke      | Poäng |
| ----- | ------------------- | ---------- | ----- |
| 1     | Andy Priaulx        | BMW        | 111   |
| 2     | Dirk Müller         | BMW        | 111   |
| 3     | Gabriele Tarquini   | Alfa Romeo | 106   |
| 4     | Jörg Müller         | BMW        | 93    |
| 5     | Fabrizio Giovanardi | Alfa Romeo | 63    |
| 6     | Augusto Farfus      | Alfa Romeo | 54    |
| 7     | Antonio García      | BMW        | 43    |
| 8     | Jordi Gené          | SEAT       | 39    |
| 9     | James Thompson      | Alfa Romeo | 37    |
| 10    | Rickard Rydell      | SEAT       | 29    |